# Jantó Péter
Jantó Péter Pál (Ianto Petru-Pavel) (Temesvár, 1960. július 8. –) bánsági román-magyar kézilabdázó.

## Életpályája
Jantó Péter játszott Temesváron a Politehnica Timișoarában(en), Szegeden a Tisza-Volán SC-ben és a lugosi Mondial Lugojban 1979 és 1998 között. 1985-ben játszott a németországi egyetemi kézilabda világbajnokságon aranyérmet nyert román egyetemi csapatban(de)(en). 
1986-ban nagy érdeme volt abban, hogy csapata megnyerte a Román Kupát, miután ő dobta  az elődöntőben a győztes gólt a Minaur Baia Mare ellen, lehetővé téve a Politehnica számára, hogy bejusson a döntőbe, ahol a Dinamo București ellen nyertek.